# Brachterbeek

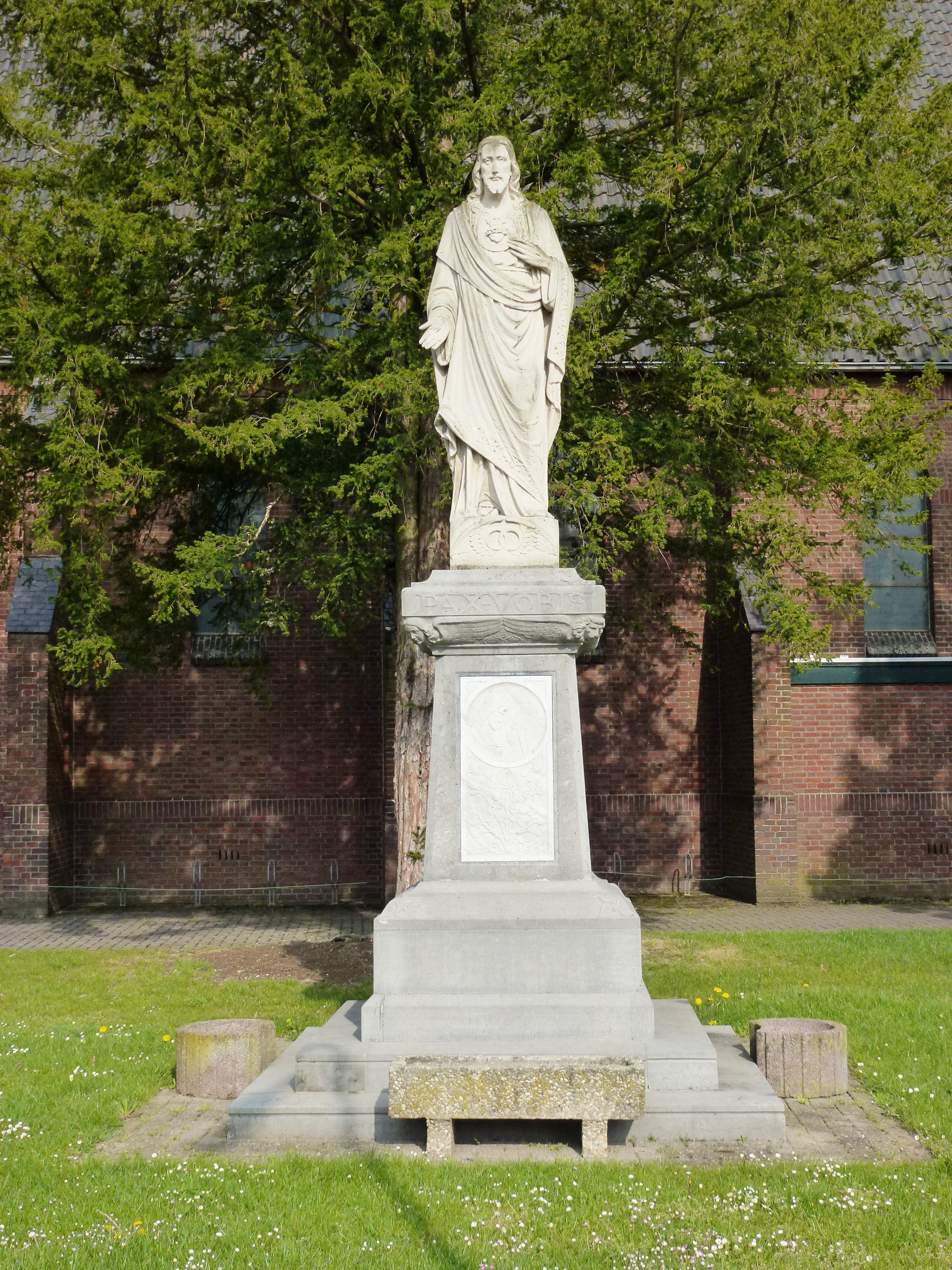
Heilig Hartbeeld

Brachterbeek (ook wel; Maasbracht-Beek, Brachterbaek of De Baek genoemd) is een dorp in de gemeente Maasgouw, in de Nederlandse provincie Limburg. In 2021 telde het dorp 1.195 inwoners. De A2 vormt de scheiding tussen de bewoning van de dorpen Maasbracht en Brachterbeek.

## Geschiedenis
Uit archeologisch onderzoek is gebleken dat Brachterbeek in de IJzertijd al bewoond was. In de Romeinse tijd stond hier de Romeinse villa Maasbracht-Steenakker. In de directe omgeving van deze villa zijn bewoningssporen gevonden uit de Merovingisch tijd. Het huidige Brachterbeek is ontstaan langs de oevers van de vroegere Krombeek.
Brachterbeek werd in 1500 voor het eerst schriftelijk vermeld onder namen als: ter Beeck in den kerspel Bracht. De gelovigen van Brachterbeek behoorden vroeger bij de Parochie Maasbracht (toen bekend als Bracht), dat op zijn beurt daarvoor bij de parochies van Linne en Echt behoorde. Een bekende en belangrijke parochieherder was omstreeks 1700 pastoor L.F Vorsterman. Deze liet in 1695 te Maasbracht een nieuwe kerk bouwen. Brachterbeek werd pas in 1932 zelfstandig rectoraat en in 1946 een parochie.

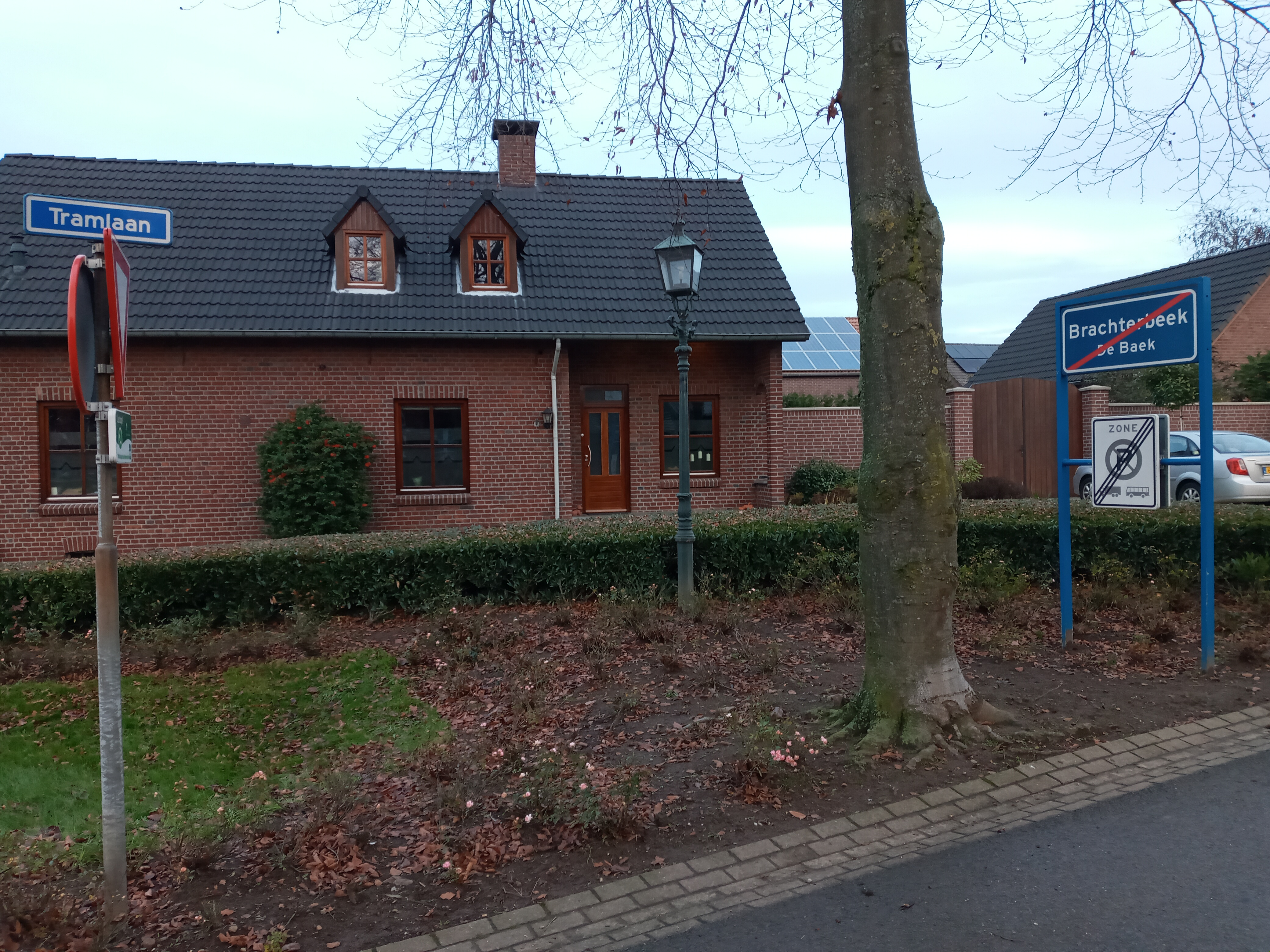
Tramlaan

 In 1922 kwam de tramlijn Roermond - Sittard gereed en bij Tergouwen kwam de tramhalte Maasbracht-Beek met wisselplaats. De lijn kwam van de Linnerweg en maakte een bocht naar de huidige Tramlaan. Vervolgens liep het spoor door de Kerkstraat en de Kruisweg. Bij de halte stopte vijf trams in beide richtingen per dag en een rit naar station Roermond duurde 28 minuten. In 1937 werd de tramlijn opgebroken en nam busvervoer het reizigersverkeer over.
Tot 31 december 2006 behoorde Brachterbeek tot de gemeente Maasbracht die per 1 januari 2007 opging in de gemeente Maasgouw.

## Bezienswaardigheden
- Heilig Hart van Jezuskerk, van 1933
- Heilig Hartbeeld, van 1920.
- Onze-Lieve-Vrouw-van-Loretokapel, van 1701
- Mariakapel, niskapel uit de 18e eeuw
- De Mispadenhoef aan Hofstraat 25 heeft een woongedeelte met schuur uit de 17e eeuw. De zuidvleugel heeft een onderkelderde voorbouw en een houtconstructie uit de 17e eeuw.

## Natuur en landschap
Brachterbeek ligt op het middenterras van de Maas, nabij het laagterras, op een hoogte van ongeveer 27 meter, en het dorp is aan twee zijden ingeklemd door het Clauscentrale-complex met koeltorens, opslagtanks, haven en transformatorstation, van waar tal van hoogspanningsleidingen uitwaaieren. In het westen ligt de kom van Maasbracht, van Brachterbeek gescheiden door de autosnelweg A2, die hier de oprit naar de Maasbruggen opgaat. Naar het zuidoosten toe ligt open gebied, zij het doorsneden door een provinciale weg, een spoorbaan en een autosnelweg, en een drietal hoogspanningsleidingen. Verder naar het zuidoosten vindt men, naast landbouw het natuurgebied Rozendaal. 

## Verkeer en vervoer

### Autoverkeer
Brachterbeek is bereikbaar vanaf 2 snelwegen: A2 en A73. Er lopen twee hoofdwegen door het dorp, Stationsweg/Kempweg/Kloosterstraat en Kerkstraat/Kruisweg.

### Openbaar vervoer
Brachterbeek is met het openbaar vervoer bereikbaar met Arriva bussen: 
- Lijnen 67 en 68 - tussen station Roermond en station Echt.

## Nabijgelegen kernen
Maasbracht, Wessem, Linne, Montfort
Steden en dorpen:
Beegden · Brachterbeek · Heel · Linne · Maasbracht · Ohé en Laak · Panheel · Stevensweert · Thorn · Wessem

Buurtschappen: Baarstraat · Bilt · Brandt · Eiland · Osen · Pol · Santfort (deels) · Weerd

Voormalige gemeenten: Heel · Maasbracht · Thorn

Limburg: Steden en dorpen      Nederland: Provincies · Gemeenten